# Heligmonevra ricardoi
Heligmonevra ricardoi är en tvåvingeart som beskrevs av Joseph och Parui 1980. Heligmonevra ricardoi ingår i släktet Heligmonevra och familjen rovflugor.
Artens utbredningsområde är West Bengal (Indien). Inga underarter finns listade i Catalogue of Life.